# Ottoia
Ottoia prolifica — викопна тварина кембрійського періоду з приапулід, морський черв'як. Велику кількість її викопних решток палеонтологи виявили в сланцях Берджес. Ottoia жила в норах на морському дні і вела хижацький спосіб життя.